# Jessica Pratt (wielrenster)
Jessica Pratt (Greenville, 9 oktober 1997) is een wielrenster die in de Verenigde Staten is geboren. Ze droeg tot 2024 de Australische nationaliteit en vanaf toen die van Malta. Ze reed in 2020 bij de wielerploeg Canyon-SRAM.
Als junior won Pratt het Australisch kampioenschap op de weg in 2015. Twee jaar later won ze de 5e etappe in de Tour de l'Ardèche.

## Palmares
2014
 Oceanisch kampioenschap op de weg, junioren
2015
 Australisch kampioenschap op de weg, junioren
 Oceanisch kampioenschap op de weg, junioren
2017
5e etappe Tour de l'Ardèche

## ploegen
- 2020 -  Canyon-SRAM
- 2022 -  Torelli - Cayman Islands - Scimitar (vanaf 27 augustus)
- 2023 -  Team Bridgelane

Amialiusik · A. Barnes · H. Barnes · Cecchini · Cromwell · Erath · Ferrand-Prévot · Gafinovitz · Harris · Klein · Ludwig · Niewiadoma · Pratt · Riffel · Ryan · Shapira · Thorvilson